# Fletxa Valona 2017
La Fletxa Valona 2017, 81a edició de la Fletxa Valona, es va disputar el dimecres 19 d'abril de 2017, entre Binche i el Mur de Huy, sobre un recorregut de 200,5 kilòmetres. Aquesta era la dissetena prova de l'UCI World Tour 2017 i segona del tríptic de les Ardenes, després de l'Amstel Gold Race i abans de la Lieja-Bastogne-Lieja.
La cursa fou guanyada per l'espanyol Alejandro Valverde (Movistar Team) que s'imposà gràcies a una acceleració en els darrers metres de l'ascensió al Mur de Huy. Aquesta era la cinquena victòria de Valverde en aquesta cursa, després de les aconseguides el 2006, 2014, 2015 i 2016, amb la qual cosa feia més gran la seva llegenda en aquesta clàssica. En segona posició finalitzà l'irlandès Daniel Martin (Quick-Step Floors), mentre el belga Dylan Teuns (BMC Racing Team) completà el podi.

## Recorregut
El recorregut respecte a l'edició anterior varia lleugerament. L'inici es traslladà a Binche i es passa de 12 ascensions a tan sols nou, tres d'elles al Mur de Huy.
| Núm. | Nom                         | Longitud (m) | Pendent mitjà | Km    |
| ---- | --------------------------- | ------------ | ------------- | ----- |
| 1    | Cota d'Amay                 | 1.200        | 7,5 %         | 131,5 |
| 2    | Cota de Villers-le-Bouillet | 1.200        | 7,5 %         | 138   |
| 3    | Mur de Huy (1r pas)         | 1.300        | 9,6 %         | 146,5 |
| 4    | Cota d'Ereffe (1r pas)      | 2.100        | 5 %           | 159   |
| 5    | Cota de Cherave (1r pas)    | 1.300        | 8,1 %         | 169,5 |
| 6    | Mur de Huy (2n pas)         | 1.300        | 9,6 %         | 175,5 |
| 7    | Cota d'Ereffe (2n pas)      | 2.100        | 5 %           | 188   |
| 8    | Cota de Cherave (2n pas)    | 1.300        | 8,1 %         | 199   |
| 9    | Mur de Huy (3r pas)         | 1.300        | 9,6 %         | 204,5 |

## Equips participants
En ser la Fletxa Valona una prova de l'UCI World Tour, els 18 World Tour són automàticament convidats i obligats a prendre-hi part. A banda, set equips són convidats a prendre-hi part per formar un pilot de 25 equips i 200 corredors.
| WorldTeams (18)- AG2R La Mondiale - Astana - Bahrain-Merida - BMC Racing Team - Bora-Hansgrohe - Cannondale-Drapac - Dimension Data - FDJ - Katusha-Alpecin - Lotto NL-Jumbo - Lotto-Soudal - Movistar Team - Orica-Scott - Quick-Step Floors - Sky - Team Sunweb - Trek-Segafredo - UAE Team Emirates Equips continentals professionals (7)- Aqua Blue Sport - Cofidis, Solutions Crédits - Direct Énergie - Fortuneo-Vital Concept - Sport Vlaanderen-Baloise - WB-Veranclassic-Aqua Protect - Wanty-Groupe Gobert |
| |

## Classificació final
| \| Classificació general \| Classificació general \| Classificació general \| Classificació general \| Classificació general \| \| Corredor \| Corredor \| Equip \| Temps \| \| \| --------------------- \| --------------------------- \| --------------------- \| --------------------- \| --------------------- \| \| 1r \| Alejandro Valverde Belmonte \| Movistar Team \| 5h 15' 37" \| \| \| 2n \| Daniel Martin \| Quick-Step Floors \| + 1" \| \| \| 3r \| Dylan Teuns \| BMC Racing Team \| + 1" \| \| \| 4t \| Sergio Henao Montoya \| Team Sky \| + 1" \| \| \| 5è \| Michael Albasini \| Orica-Scott \| + 1" \| \| \| 6è \| Warren Barguil \| Team Sunweb \| + 1" \| \| \| 7è \| Michał Kwiatkowski \| Team Sky \| + 1" \| \| \| 8è \| Rudy Molard \| FDJ \| + 1" \| \| \| 9è \| David Gaudu \| FDJ \| + 1" \| \| \| 10è \| Diego Ulissi \| UAE Team Emirates \| + 1" \| \| |                             |                   |            |
| |                             |                   |            |
| Font: ProCyclingStats |                             |                   |            |
| Classificació general |                             |                   |            |
| Corredor | Corredor                    | Equip             | Temps      |
| 1r | Alejandro Valverde Belmonte | Movistar Team     | 5h 15' 37" |
| 2n | Daniel Martin               | Quick-Step Floors | + 1"       |
| 3r | Dylan Teuns                 | BMC Racing Team   | + 1"       |
| 4t | Sergio Henao Montoya        | Team Sky          | + 1"       |
| 5è | Michael Albasini            | Orica-Scott       | + 1"       |
| 6è | Warren Barguil              | Team Sunweb       | + 1"       |
| 7è | Michał Kwiatkowski          | Team Sky          | + 1"       |
| 8è | Rudy Molard                 | FDJ               | + 1"       |
| 9è | David Gaudu                 | FDJ               | + 1"       |
| 10è | Diego Ulissi                | UAE Team Emirates | + 1"       |